# Johann Paul
Johann Paul, né le 5 mai 1981 à Issoudun, est un footballeur international malgache. Il joue au poste de milieu de terrain au Vierzon FC.

## Biographie
Le 15 avril 2006, lors du match Châtellerault-Angers, comptant pour la 32e journée de National, le joueur malgache a failli mourir sur le terrain. Après le télescopage avec un autre joueur de Châtellerault, il a été victime d'un malaise cardiaque. Johann Paul s'est écroulé manquant de s'étouffer en avalant sa langue.  Il a été sauvé de justesse par les médecins du club qui ont pratiqué un massage cardiaque sur le terrain pendant 10 min. Il a pu être réanimé et évacué.

## Palmarès
- LB Châteauroux
  - Finaliste de la Coupe de France : 2004

## Statistiques
Le tableau ci-dessous résume les statistiques en matchs officiels de Johann Paul durant sa carrière de joueur.
| Saison                | Club                     | Championnat           | Championnat | Championnat | Coupe(s) nationale(s) | Coupe(s) nationale(s) | Total | Total |
| Saison                | Club                     | Division              | M.          | B.          | M.                    | B.                    | M.    | B.    |
| 2000-2001             | LB Châteauroux           | Division 2            | 3           | 0           | -                     | -                     | 3     | 0     |
| 2001-2002             | LB Châteauroux           | Division 2            | 24          | 1           | 2                     | 0                     | 26    | 1     |
| 2002-2003             | LB Châteauroux           | Ligue 2               | 21          | 0           | 1                     | 0                     | 22    | 0     |
| 2003-2004             | LB Châteauroux           | Ligue 2               | 25          | 1           | 5                     | 0                     | 30    | 1     |
| 2004-2005             | LB Châteauroux           | Ligue 2               | -           | -           | -                     | -                     | 0     | 0     |
| Sous-total            | Sous-total               | Sous-total            | 73          | 2           | 8                     | 0                     | 81    | 2     |
| 2005-2006             | SO Châtellerault         | National              | 20          | 1           | -                     | -                     | 20    | 1     |
| 2006-2007             | SO Châtellerault         | National              | 34          | 0           | 1                     | 0                     | 35    | 0     |
| Sous-total            | Sous-total               | Sous-total            | 54          | 1           | 1                     | 0                     | 55    | 1     |
| 2007-2008             | Pau FC                   | National              | 32          | 0           | -                     | -                     | 32    | 0     |
| Sous-total            | Sous-total               | Sous-total            | 32          | 0           | -                     | -                     | 32    | 0     |
| 2008-2009             | US Créteil-Lusitanos     | National              | 35          | 0           | 5                     | 0                     | 40    | 0     |
| 2009-2010             | US Créteil-Lusitanos     | National              | 28          | 1           | 1                     | 0                     | 29    | 1     |
| Sous-total            | Sous-total               | Sous-total            | 63          | 1           | 6                     | 0                     | 69    | 1     |
| 2010-2011             | Amiens SC                | National              | 26          | 2           | 5                     | 0                     | 31    | 2     |
| 2011-2012             | Amiens SC                | Ligue 2               | 29          | 0           | 1                     | 0                     | 30    | 0     |
| 2012-2013             | Amiens SC                | National              | 36          | 0           | 2                     | 0                     | 38    | 0     |
| 2013-2014             | Amiens SC                | National              | 23          | 0           | 2                     | 0                     | 25    | 0     |
| Sous-total            | Sous-total               | Sous-total            | 114         | 2           | 10                    | 0                     | 124   | 2     |
| 2015-2016             | ÉFC Fréjus Saint-Raphaël | National              | 19          | 0           | 3                     | 0                     | 22    | 0     |
| Sous-total            | Sous-total               | Sous-total            | 19          | 0           | 3                     | 0                     | 22    | 0     |
| 2016-2017             | US Créteil-Lusitanos     | National              | 27          | 0           | 1                     | 0                     | 28    | 0     |
| 2017-2018             | US Créteil-Lusitanos     | National              | 6           | 0           | 1                     | 0                     | 7     | 0     |
| Sous-total            | Sous-total               | Sous-total            | 33          | 0           | 2                     | 0                     | 35    | 0     |
| Total sur la carrière | Total sur la carrière    | Total sur la carrière | 388         | 6           | 30                    | 0                     | 418   | 6     |

- 25 sélections en Équipe de Madagascar (capitaine de l'actuelle sélection)